# ロッカーズ (映画)
『ロッカーズ』（Rockers）は、1978年のジャマイカの映画。リロイ・ホースマウス・ウォレス、バーニング・スピア、グレゴリー・アイザックス、ビッグ・ユース、ジェイコブ・ミラーなど、何人もの有名なレゲエアーティストが出演している。
ロッカーズは当初、ドキュメンタリー映画になるはずだったが、レゲエ文化の全盛期において、その等身大の成長を示す代表作となった。
この映画では、文化、登場人物、特徴などに、全て実際の物が使用されている。主人公であるリロイ・ホースマウス・ウォレスは、映画の中で実際の自宅に、実の妻や子供達と住んでいる。劇中に登場するレコーディングスタジオは、1970年代にボブ・マーリーも含む多くのルーツロックレゲエアーティストがレコーディングをしていた有名な「ハリー・J・スタジオ」である。
1979年カンヌ映画祭出品。

## あらすじ
キングストンのゲットーに住むドラマーのホースマウスは、レコードの配達販売でお金を稼ごうと考え、島中にサウンド・システムを運ぶためのオートバイを購入するが…物語はヴィットリオ・デ・シーカ『自転車泥棒』のユルいパクリ風に始まり、一転ロビンフッド伝説のレゲエ版的ストーリーへと突入する。

## 出演
- リロイ "ホースマウス" ウォレス : 自演
- リチャード "ダーティ・ハリー" ホール : 自演
- グレゴリー "ジャー・トゥース" アイザックス : 自演
- ジェイコブ "ジェイクス" ミラー : 自演
- ロビー "ロビー" シェイクスピア : 自演
- フランク・ドゥーディング : キダス・アイ（自演）
- ウィンストン・ロドニー : バーニング・スピア（自演）
- マンリー・ブカマン : ビッグ・ユース（自演）
- レスター・ブロックス : デリンジャー（自演）

## 影響
1985年のアメリカ映画『ピーウィーの大冒険』冒頭部では赤い自転車が盗まれるシーンが画かれており、本作からインスピレーションを受けたと考えられている。

## サウンドトラック

### 概要
映画ロッカーズのサウンドトラック。

### 収録曲
1. We 'A' Rockers - The Inner Circle
2. Money Worries - The Maytones
3. Police And Thieves - Junior Murvin
ファルセットで歌うジュニア・マービンがリー・スクラッチ・ペリープロデュースのもと、ブラック・アーク・スタジオでレコーディングした曲。1976年にシングルが、1977年に同名のアルバムがリリースされた。イギリスのパンクバンドザ・クラッシュにもカバーされている。
4. Book Of Rules - The Heptones
5. Stepping Razor - Peter Tosh
ピーター・トッシュの代表曲。
6. Tenement Yard - The Inner Circle
7. Fade Away - Junior Byles
8. Rockers - Bunny Wailer
9. Slave Master - Gregory Isaacs
10. Dread Lion - The Upsetters
リー・ペリープロデュースのジ・アップセッターの曲で、『スーパー・エイプ』にも収録されている。バックのメロディカはオーガスタス・パブロではないかといわれている[1]。
11. Graduation In Zion - Kiddus I
ラス・マイケルのサンズ・オブ・ニガスにも参加し、様々なミュージシャンとレコーディングをしたものの、曲をほとんど発表していなかったキダス・アイの曲。
12. Jah No Dead - Burning Spear
13. Satta Massagana - Third World
アビシニアンズの同名曲のサード・ワールドによるカバー。
14. Natty Take Over - Justin Hinds